# Batrachyla antartandica
Batrachyla antartandica är en groddjursart som beskrevs av Barrio 1967. Batrachyla antartandica ingår i släktet Batrachyla och familjen Ceratophryidae. IUCN kategoriserar arten globalt som livskraftig. Inga underarter finns listade.